# Konfessionalisering
Konfessionalisering är ett begrepp som används av reformationshistoriker för att beskriva den parallella processen av konfessionsbildning som ägde rum i Europa mellan religionsfreden i Augsburg (1555) och Trettioåriga kriget (1618–1648). 
Under denna tid konsoliderades de lutherska och romersk-katolska konfessionerna, i förra fallet markerat genom sammanställningen av Konkordieboken, i senare genom Tridentinska mötet. Stats- och kyrkoledningar samverkade i en strävan att förankra respektive tro i folkdjupet. Ett viktigt inslag i detta var den sociala disciplinering som var utmärkande för tiden. 
Ett speciellt problem i sammanhanget utgör den reformerta konfessionen, som inte fick sitt statsrättsliga erkännande förrän i Westfaliska freden. Detta till trots genomgick många tidigare lutherska stater i det Tysk-romerska riket vad som kallas en "andra reformation" under 1500-talets andra hälft.